# Michel Mayor
Michel Gustave Édouard Mayor (Lausanne, 1942. január 12. –) svájci asztrofizikus, a Genfi Egyetem csillagászati tanszékének  professor emeritusa, 2019-ben James Peebles kozmológussal  és Didier Queloz csillagásszal megosztva elnyerte a fizikai Nobel-díjat. 2010-ben elsőként kapta meg az Örményország által adományozott  Viktor Hambarcumján Nemzetközi-díjat (Ambartsumian International Prize), 2015-ben a Kiotó-díj nyertese.